# 副首相 (オーストリア)
副首相（ふくしゅしょう、ドイツ語: Vizekanzler) はオーストリア共和国連邦政府の閣僚。首相不在時の代理を務める。

## 概要
連邦憲法第69条2項では次のように述べている。
通常、連立政権では党勢が弱い方の政党の有力党員が副首相になる。単独政権では副首相が連邦首相の後継者となる場合が多い。

## 副首相の一覧

### 第一共和国
| 副首相の氏名 | 副首相の氏名                                                  | 副首相の氏名                                                            | 在任期間                        | 政党                       | 首相                                        | 首相                                                      |
| ------------ | ------------------------------------------------------------- | ----------------------------------------------------------------------- | ------------------------------- | -------------------------- | ------------------------------------------- | --------------------------------------------------------- |
|              | ヨドーク・フィンク Jodok Fink                                 | JodokFinkBregenz2                                                       | 1919年3月15日 - 1920年3月26日   | キリスト教社会党           |                                             | カール・レンナー (オーストリア社会民主労働党)             |
|              | フェルディナント・ハヌッシュ Ferdinand Hanusch                | Hanusch Ferdinand                                                       | 1920年7月7日 - 1920年10月22日   | オーストリア社会民主労働党 |                                             | ミヒャエル・マイアー (キリスト教社会党)                   |
|              | エドゥアルト・ハインル Eduard Heinl                           |                                                                         | 1919年3月15日 - 1920年3月26日   | キリスト教社会党           |                                             | ミヒャエル・マイアー (キリスト教社会党)                   |
|              | ヴァルター・ブライスキー Walter Breisky                       | Walter Breisky (1871–1944) 1927 © Georg Fayer (1892–1950) OeNB 10449491 | 1920年10月22日 - 1920年11月20日 | キリスト教社会党           |                                             | ミヒャエル・マイアー (キリスト教社会党)                   |
|              | ヴァルター・ブライスキー Walter Breisky                       | Walter Breisky (1871–1944) 1927 © Georg Fayer (1892–1950) OeNB 10449491 | 1920年10月22日 - 1920年11月20日 | キリスト教社会党           | ヨハン・ショーバー (無党派)                 |                                                           |
|              | ヴァルター・ブライスキー Walter Breisky                       | Walter Breisky (1871–1944) 1927 © Georg Fayer (1892–1950) OeNB 10449491 | 1920年10月22日 - 1920年11月20日 | キリスト教社会党           | ヴァルター・ブライスキー (キリスト教社会党) |                                                           |
|              | ヴァルター・ブライスキー Walter Breisky                       | Walter Breisky (1871–1944) 1927 © Georg Fayer (1892–1950) OeNB 10449491 | 1920年10月22日 - 1920年11月20日 | キリスト教社会党           | ヨハン・ショーバー (無党派)                 |                                                           |
|              | フェリックス・フランク Felix Frank                            | WP Felix Frank                                                          | 1922年5月31日 - 1924年11月20日  | 大ドイツ人民党             |                                             | イグナーツ・ザイペル (キリスト教社会党)                   |
|              | レオポルド・ウェーバー Leopold Waber                          |                                                                         | 1924年11月20日 - 1926年10月20日 | 大ドイツ人民党             |                                             | ルドルフ・ラメク (キリスト教社会党)                       |
|              | フランツ・ディンホーファー Franz Dinghofer                    |                                                                         | 1926年10月20日 - 1927年5月19日  | 大ドイツ人民党             |                                             | イグナーツ・ザイペル (キリスト教社会党)                   |
|              | カール・ハートリーブ Karl Hartleb                             | Replace this image JA                                                   | 1927年5月19日 - 1929年5月4日    | 農民同盟                   |                                             | イグナーツ・ザイペル (キリスト教社会党)                   |
|              | ヴィンセント・シューミィ Vinzenz Schumy                       |                                                                         | 1927年5月4日 - 1929年9月26日    | 農民同盟                   |                                             | エルンスト・シュトレールヴィッツ (キリスト教社会党)       |
|              | カール・ファウゴイン Carl Vaugoin                             | JodokFinkBregenz2                                                       | 1929年9月26日 - 1930年9月30日   | キリスト教社会党           |                                             | ヨハン・ショーバー (無党派)                               |
|              | リチャード・シュミッツ Richard Schmitz                        | Replace this image JA                                                   | 1930年9月30日 - 1930年12月4日   | キリスト教社会党           |                                             | カール・ファウゴイン (キリスト教社会党)                   |
|              | ヨハン・ショーバー Johann Schober                             |                                                                         | 1930年12月4日 - 1932年1月29日   | 無党派                     |                                             | オットー・エンダー (キリスト教社会党)                     |
|              | ヨハン・ショーバー Johann Schober                             | カール・ブレシュ (キリスト教社会党)                                     | 1930年12月4日 - 1932年1月29日   | 無党派                     |                                             |                                                           |
|              | フランツ・ウィンクラー Franz Winkler                          |                                                                         | 1932年1月29日 - 1933年9月21日   | 農民同盟                   |                                             |                                                           |
|              | フランツ・ウィンクラー Franz Winkler                          | エンゲルベルト・ドルフース (キリスト教社会党)                           | 1932年1月29日 - 1933年9月21日   | 農民同盟                   |                                             |                                                           |
|              | エミール・フェイ Emil Fey                                     |                                                                         | 1933年9月21日 - 1934年5月1日    | 護国団                     |                                             | エンゲルベルト・ドルフース (祖国戦線)                     |
|              | エルンスト・シュターレンベルク Ernst Rüdiger Starhemberg      |                                                                         | 1934年5月1日 - 1936年5月14日    | 護国団                     |                                             | エンゲルベルト・ドルフース (祖国戦線)                     |
|              | エルンスト・シュターレンベルク Ernst Rüdiger Starhemberg      | クルト・シュシュニック (祖国戦線)                                       | 1934年5月1日 - 1936年5月14日    | 護国団                     |                                             |                                                           |
|              | エドゥアルド・バール＝バーレンフェルス Eduard Baar-Baarenfels |                                                                         | 1936年5月14日 - 1936年11月3日   | 護国団                     |                                             |                                                           |
|              | ルートヴィヒ・ヒュルゲルト Ludwig Hülgerth                    |                                                                         | 1936年11月3日 - 1938年3月11日   | 祖国戦線                   |                                             |                                                           |
|              | エドモント・グレイズ＝ホルステナウ Edmund Glaise-Horstenau    |                                                                         | 1938年3月11日 - 1938年3月13日   | オーストリア・ナチス       |                                             | アルトゥル・ザイス＝インクヴァルト (オーストリア・ナチス) |

### 第二共和国
| 副首相の氏名 | 副首相の氏名                                                   | 副首相の氏名                                                                                  | 在任期間                       | 政党                        | 首相                                            | 首相                                                      |
| ------------ | -------------------------------------------------------------- | --------------------------------------------------------------------------------------------- | ------------------------------ | --------------------------- | ----------------------------------------------- | --------------------------------------------------------- |
|              | アドルフ・シェルフ Adolf Schärf                                | Adolf Schärf 1961                                                                             | 1945年12月20日 - 1957年5月22日 | オーストリア社会党          |                                                 | レオポルト・フィグル (オーストリア国民党)                 |
|              | アドルフ・シェルフ Adolf Schärf                                | Adolf Schärf 1961                                                                             | 1945年12月20日 - 1957年5月22日 | オーストリア社会党          | ユリウス・ラープ (オーストリア国民党）          |                                                           |
|              | ブルーノ・ピッターマン Bruno Pittermann                        | Bruno Pittermann                                                                              | 1957年5月22日 - 1966年4月19日  | オーストリア社会党          |                                                 |                                                           |
|              | ブルーノ・ピッターマン Bruno Pittermann                        | Bruno Pittermann                                                                              | 1957年5月22日 - 1966年4月19日  | オーストリア社会党          | アルフォンス・ゴルバッハ (オーストリア国民党）  |                                                           |
|              | ブルーノ・ピッターマン Bruno Pittermann                        | Bruno Pittermann                                                                              | 1957年5月22日 - 1966年4月19日  | オーストリア社会党          | ヨーゼフ・クラウス (オーストリア国民党）        |                                                           |
|              | フリッツ・ボック Fritz Bock                                    | Fritz Bock                                                                                    | 1966年4月19日 - 1968年1月19日  | オーストリア国民党          |                                                 |                                                           |
|              | ヘルマン・ヴィットハルム Hermann Withalm                       | Replace this image JA                                                                         | 1968年1月19日 - 1970年4月21日  | オーストリア国民党          |                                                 |                                                           |
|              | ルドルフ・ホイザー Rudolf Häuser                               | Rudolf Häuser                                                                                 | 1970年4月21日 - 1976年9月30日  | オーストリア社会党          |                                                 | ブルーノ・クライスキー （オーストリア社会党）             |
|              | ハネス・アンドロシュ Hannes Androsch                           | Hannes Androsch                                                                               | 1976年10月1日 - 1981年1月20日  | オーストリア社会党          |                                                 | ブルーノ・クライスキー （オーストリア社会党）             |
|              | フレート・ジノヴァツ Fred Sinowatz                             | Fred Sinowatz                                                                                 | 1981年1月20日 - 1983年5月24日  | オーストリア社会党          |                                                 | ブルーノ・クライスキー （オーストリア社会党）             |
|              | ノルベルト・シュテーガー Norbert Steger                        |                                                                                               | 1983年5月24日 - 1987年1月21日  | オーストリア自由党          |                                                 | フレート・ジノヴァツ （オーストリア社会党）               |
|              | ノルベルト・シュテーガー Norbert Steger                        | フランツ・ヴラニツキー （オーストリア社会民主党）                                             | 1983年5月24日 - 1987年1月21日  | オーストリア自由党          |                                                 |                                                           |
|              | アロイス・モック Alois Mock                                    | Alois Mock 1986                                                                               | 1987年1月21日 - 1989年4月24日  | オーストリア国民党          |                                                 |                                                           |
|              | ヨーゼフ・ライグラー Josef Reigler                             | Josef Riegler Steiermark                                                                      | 1989年4月24日 - 1991年7月2日   | オーストリア国民党          |                                                 |                                                           |
|              | エアハルト・ブゼク Erhard Busek                                | Vienna 2013-05-03 Stadtfest - Dr. Erhard Busek on occasion of opening 'Wiener Stadtfest' 2013 | オーストリア国民党             | 1991年7月2日 - 1995年5月4日 |                                                 |                                                           |
|              | ヴォルフガング・シュッセル Wolfgang Schüssel                   | W Schuessel7                                                                                  | 1995年5月4日 - 2000年2月4日    | オーストリア国民党          |                                                 |                                                           |
|              | ヴォルフガング・シュッセル Wolfgang Schüssel                   | W Schuessel7                                                                                  | 1995年5月4日 - 2000年2月4日    | オーストリア国民党          | ヴィクトル・クリーマ （オーストリア社会民主党） |                                                           |
|              | ズザンネ・リース＝パサー Susanne Riess-Passer                  | Susanne Riess-Passer Nacht des Sports 2008                                                    | 2000年2月4日 - 2003年2月28日   | オーストリア自由党          |                                                 | ヴォルフガング・シュッセル （オーストリア国民党）         |
|              | ヘルベルト・ハウプト Herbert Haupt                             | Replace this image JA                                                                         | 2003年2月28日 - 2003年10月21日 | オーストリア自由党          |                                                 | ヴォルフガング・シュッセル （オーストリア国民党）         |
|              | フーベルト・ゴルバッハ Hubert Gorbach                          | Gorbach Hubert 20050826 Lb Feier (052)                                                        | 2003年10月21日 - 2005年4月17日 | オーストリア自由党          |                                                 | ヴォルフガング・シュッセル （オーストリア国民党）         |
|              | フーベルト・ゴルバッハ Hubert Gorbach                          | Gorbach Hubert 20050826 Lb Feier (052)                                                        | 2005年4月17日 - 2007年1月11日  | オーストリア未来同盟        |                                                 | ヴォルフガング・シュッセル （オーストリア国民党）         |
|              | ヴィルヘルム・モルテラー Wilhelm Molterer                      | Wilhelm Molterer                                                                              | 2007年1月11日 - 2008年12月2日  | オーストリア国民党          |                                                 | アルフレート・グーゼンバウアー （オーストリア社会民主党） |
|              | ヨーゼフ・プレル Josef Pröll                                   | Josef Proell                                                                                  | 2008年12月2日 - 2011年4月21日  | オーストリア国民党          |                                                 | ヴェルナー・ファイマン （オーストリア社会民主党）         |
|              | ミヒャエル・シュピンデルエッガー Michael Spindelegger          | HBM Spindelegger1                                                                             | 2011年4月21日 - 2014年9月1日   | オーストリア国民党          |                                                 | ヴェルナー・ファイマン （オーストリア社会民主党）         |
|              | ラインホルト・ミッターレーナー Reinhold Mitterlehner           | Reinhold Mitterlehner 2016                                                                    | 2014年9月1日 - 2017年5月17日   | オーストリア国民党          |                                                 | ヴェルナー・ファイマン （オーストリア社会民主党）         |
|              | ヴォルフガング・ブランドステッター Wolfgang Brandstetter       | Justizminister Wolfgang Brandstetter                                                          | 2017年5月17日 - 2017年12月18日 | 無所属                      |                                                 | セバスティアン・クルツ （オーストリア国民党）             |
|              | ハインツ＝クリスティアン・シュトラッヘ Heinz-Christian Strache | Heinz-Christian Strache - Wahlkampfauftakt am 29. Aug. 2020 (1)                               | 2017年12月18日 - 2019年5月22日 | オーストリア自由党          |                                                 | セバスティアン・クルツ （オーストリア国民党）             |
|              | ハートヴィヒ・レーガー Hartwig Löger                           | 2017 Finanzminister Hartwig Löger (39136614571) (cropped)                                     | 2019年5月22日 -2019年5月28日   | オーストリア国民党          |                                                 | セバスティアン・クルツ （オーストリア国民党）             |
|              | クレメンス・ヤブローナー Clemens Jabloner                      | 2019 Clemens Jabloner (48000407036) (cropped)                                                 | 2019年6月3日 - 2019年10月1日   | 無所属                      |                                                 | ブリギッテ・ビアライン （無所属）                         |
|              | ヴェルナー・コグラー Werner Kogler                             | Werner Kogler 2013 (cropped)                                                                  | 2020年1月7日 -（在任中）       | 緑の党                      |                                                 | セバスティアン・クルツ （オーストリア国民党）             |